# Lijst van racecircuits
Hieronder een lijst van circuits (per land) waar auto- of motorraces verreden worden. Opgemerkt moet worden dat verschillende circuits niet meer bestaan. Stratencircuits zijn circuits, opgebouwd uit straten die met elkaar verbonden zijn, die tijdelijk afgesloten zijn. Voorbeelden zijn het bekende circuit van Monaco en het Circuit de la Sarthe, waar de 24 uur van Le Mans op verreden worden.

## Andorra
- Circuit Andorra, Encamp

## Argentinië
- Autodromo Juan Manuel Fangio, Balcarce
- Autódromo Oscar y Juan Gálvez, Buenos Aires
- Autódromo Roberto José Mouras, La Plata
- Potrero de los Funes Circuit (stratencircuit), San Luis
- Puerto Madero Street Circuit, Buenos Aires
- Autódromo Termas de Río Hondo, Termas de Río Hondo

## Australië

### Permanente circuits
- Circuit Eastern Creek, Sydney
- Hidden Valley Raceway, Darwin
- Phillip Island Grand Prix Circuit, Cowes
- Queensland Raceway, Ipswich
- Sandown Raceway, Melbourne
- Wakefield Park, Goulburn
- Winton Motor Raceway, Benalla

### Stratencircuits
- Adelaide Street Circuit, Adelaide
- Albert Park Street Circuit, Melbourne
- Mount Panorama Circuit, Bathurst
- Surfers Paradise Street Circuit, Surfers Paradise

### Voormalige circuits
- Oran Park Raceway, Sydney

## Bahrein
- Bahrain International Circuit, Sakhir

## België
- Circuit Jules Tacheny, Mettet
- Circuit Nijvel, Nijvel gesloten sinds 1981
- Circuit de Spa-Francorchamps, Spa
- Circuit Zolder, Heusden-Zolder
- Duivelsbergcircuit, Maasmechelen
- Mandescircuit, Ingelmunster
- Glossocircuit, Arendonk
- Circuit de Chimay, Chimay

## Brazilië
- Autódromo Internacional Ayrton Senna, Goiânia
- Autódromo Internacional de Curitiba, Curitiba
- Circuit van Jacarepaguá, Rio de Janeiro
- Autódromo José Carlos Pace, São Paulo
- Stratencircuit São Paulo, São Paulo

## Canada
- Circuit Gilles Villeneuve, Montréal
- Edmonton City Centre Airport, Edmonton
- Montreal Street Circuit, Montréal
- Mont-Tremblant, Saint-Jovite
- Canadian Tire Motorsport Park (voorheen: Mosport Park), Bowmanville
- Sanair Super Speedway, Saint-Pie
- Toronto, Toronto
- Vancouver, Vancouver

## Chili
- Parque O'Higgins Circuit, Santiago
- Santiago Street Circuit, Santiago

## China
- Beijing International Streetcircuit 1, Peking (stratencircuit)
- Beijing International Street Circuit 2, Peking (stratencircuit)
- Beijing Olympic Green Circuit, Peking (stratencircuit)
- Chengdu International Circuit, Chengdu
- Circuito da Guia, Macau (stratencircuit)
- Haitang Bay Circuit, Sanya (stratencircuit)
- Hong Kong Central Harbourfront Circuit, Hongkong (stratencircuit)
- Ningbo International Circuit, Ningbo
- Shanghai International Circuit, Shanghai
- Stratencircuit Shanghai, Pudong (stratencircuit)
- Zhuhai International Circuit, Zhuhai

## Colombia
- Autodromo de Tocancipá, Tocancipá
- Autódromo Ricardo Mejía,

## Denemarken
- Padborg Park, Padborg

## Duitsland
- AVUS, Berlijn
- Berlin Street Circuit, Berlijn (stratencircuit)
- Bernauer Schleife, Berlijn
- Bilster Berg, Bad Driburg
- Deutschlandring, ook wel Großdeutschlandring, Hohnstein
- Dessau, Dessau (stratencircuit)
- Donauring, Ingolstadt
- Estering, Buxtehude
- Grenzlandring, Wegberg
- Hockenheimring, Hockenheim
- Lausitzring, ook wel Eurospeedway Lausitz, Klettwitz
- Norisring, Neurenberg (stratencircuit)
- Nürburgring, Nürburg
- Motorsport Arena Oschersleben, Oschersleben (Bode)
- Racepark Meppen,Meppen (Duitsland)
- Sachsenring, Dresden
- Schleizer Dreieck, Schleiz
- Schottenring, Schotten
- Solitude, Stuttgart
- Tempelhof Airport Street Circuit, Berlijn (stratencircuit)

## Ecuador
- Yahuarcocha, Ibarra

## Finland
- Ahveniston Moottorirata, Hämeenlinna
- Alastaro Circuit, Alastaro
- Botniaring Racing Circuit, Jurva
- Keimolan Moottoristadion, Vantaa
- Kemora Circuit, Veteli
- Motopark Raceway, Pieksämäki
- Imatra, Imatra (stratencircuit)

## Frankrijk
- Circuit de la Sarthe ook wel: Circuit Bugatti of Le Mans, nabij Le Mans
- Circuit des Invalides, Parijs (stratencircuit)
- Clermont-Ferrand ook wel: Montpellier, Circuit de Charade, Circuit de Montagne d'Auvergne, of Circuit Louis Rosier, Clermont-Ferrand
- Dijon-Prenois, Dijon
- Le Castellet, tegenwoordig: Paul Ricard, Le Castellet
- Autodrome de Linas-Montlhéry, Montlhéry
- Magny Cours, Nevers
- Pau, Pau (stratencircuit)
- Reims-Gueux, Reims
- Rouen-Les-Essarts, Rouen
- Tours Speedway, Tours
- Circuit de Croix, Croix-en-Ternois
- Circuit Paul Armangac, Nogaro
- Cicuit de Folembray, Folembray
- Val de Vienne, Le Vigeant
- Circuit des Ecuyers, Beauvardes
- Anneau du Rhin, Biltzheim

## Hongarije
- Hungaroring, Boedapest
- Euro-Ring, Örkény
- Balatonring, Sávoly
- Pannónia-Ring, Ostffyasszonyfa

## Ierland
- Dublin Street Circuit, Dublin (stratencircuit)
- Mondello Park, Naas

## India
- Buddh International Circuit, Delhi
- Irungattukottai, Chennai

## Indonesië
- Jakarta Street Circuit, Jakarta (stratencircuit)
- Sentul International Circuit, Bogor

## Italië
- Autodromo di Pergusa, Enna
- Autodromo di Franciacorta ook wel: Autodromo di Daniel Bonara, Castrezzato
- Autodromo Internazionale Enzo e Dino Ferrari ook wel: Imola, Imola
- Autodromo Nazionale Monza, Monza
- Autodromo Riccardo Paletti, ook bekend als Varano, Varano de' Melegari
- Adria International Raceway, Adria
- Circuito cittadino dell'EUR, Rome (stratencircuit)
- Circuito di Ospedaletti, Ospedaletti
- Fiorano, Fiorano Modenese
- Misano, Misano Adriatico
- Mugello, Florence
- Nardò Ring, Nardò
- Stratencircuit van Pescara, Pescara
- Vallelunga, Rome
- Autodromo dell'Umbria[1], Magione

## Japan
- Fuji Speedway, Fuji
- Sugo, Miyagi
- Suzuka, Mie
- Okayama International Circuit, ook wel TI Circuit, Aida
- Twin Ring Motegi, Motegi
- Tsukuba, Shimotsuma, nabij de stad Tsukuba
- Autopolis, Hita

## Kroatië
- Autodrom Grobnik Rijeka, Rijeka

## Letland
- Swedbank Kartodrom, Jelgava (kartcircuit)
- Bikernieki racetrack, Riga
- 333 Sports complex racetrack, Riga

## Luxemburg
- Circuit Goodyear, Colmar-Berg

## Macau
- Circuito da Guia, Macau

## Maleisië
- Johor Circuit, Johor Bahru
- Melaka Circuit, Melaka
- Putrajaya Street Circuit, Putrajaya
- Sepang, Kuala Lumpur
- Shah Alam Circuit, Shah Alam

## Marokko
- Ain Diab, Casablanca
- Stratencircuit Marrakesh, Marrakesh

## Mexico
- Autódromo Hermanos Rodríguez, Mexico-Stad
- Fundidora Park Raceway, Monterrey
- Autódromo Miguel E. Abed , Puebla de Zaragoza
- Stratencircuit Monterrey, Monterrey

## Monaco
- Circuit de Monaco, Monaco (stratencircuit)

## Nederland

### Permanente circuits
- Circuit Zandvoort, Zandvoort
- Midland circuit, Lelystad
- TT Circuit Assen (ook wel "Circuit van Drenthe" genoemd), Assen
- De Polderputten, Ter Apel
- Eurocircuit, Valkenswaard
- JaBa Circuit, Posterholt
- Raceway Venray (ook wel "Circuit de Peel" genoemd), Venray
- Speedway Emmen, Emmen
- Gannita Circuit, Gendt (inmiddels gesloten)
- Circuit de Berckt, Baarlo (idem)
- Watertorencircuit, Axel (idem)
- Vaartcircuit, Dongen (idem)
- Scheldecircuit, Rilland (gemeente Reimerswaal) (Tegenwoordig enkel motorcrosscircuit)
- Spoorbos Circuit, Gouda (motorcrosscircuit)

### Stratencircuits
- stratencircuit Eemshaven, Eemshaven (inmiddels gesloten)
- Finland circuit, Westdorpe (inmiddels gesloten)
- Luttenbergring, Raalte
- Circuit Paalgraven, Oss
- circuit van Rockanje, Rockanje
- Circuit van Tolbert, Tolbert
- Circuit van Tubbergen, Tubbergen
- Varsselring, Hengelo (Gelderland)
- Circuit Moleneind, Oss (inmiddels gesloten)
- Circuit Maashaven, Oss (inmiddels gesloten)
- Circuit Elzenburg, Oss (inmiddels gesloten)

## Nieuw-Zeeland

### Permanente circuits
- Hampton Downs Motorsport Park, Hampton Downs
- Manfeild Autocourse, Feilding
- Powerbuilt Raceway, Christchurch
- Pukekohe Park Raceway, Pukekohe
- Taupo Motorsport Park, Taupo
- Teretonga Park, Invercargill
- Timaru International Motor Raceway, Timaru

### Stratencircuits
- Wellington Street Ciruit, Wellington

## Noorwegen
- Arctic Circle Raceway, Mo I Rana
- Rudskogen, Rakkestad
- Vålerbanen, Våler

## Oostenrijk
- Red Bull Ring, voorheen A1 Ring en Österreichring, Spielberg
- Salzburgring, Plainfeld/Koppl, Salzburg
- Zeltweg Airport Circuit, Zeltweg

## Peru
- Autodromo La Chutana
- Tacna

## Portugal
- Autódromo do Estoril, ook wel Autódromo Fernanda Pires da Silva, Lissabon
- Circuito da Boavista, Porto
- Circuito Internacional de Vila Real, Vila Real
- Circuito Vasco Sameiro, Palmeira
- Monsanto Park, Lissabon
- Autódromo Internacional do Algarve, Portimão

## Qatar
- Losail International Circuit, Losail

## Roemenië
- Boekarest Ring, Boekarest (stratencircuit)

## Rusland
- Moscow Street Circuit, Moskou
- Pulkovo Ring, Sint-Petersburg
- Sochi Autodrom, Sotsji

## Saoedi-Arabië
- Jeddah Corniche Circuit, Jeddah
- Riyadh Street Circuit, Al-Diriyah

## Singapore
- Marina Bay Circuit Park, Singapore

## Spanje
- Circuito de Albacete, Albacete
- Motorland Aragón, Alcañiz
- Circuit Ricardo Tormo Valencia, Cheste
- Circuito de Cartagena, Cartagena
- Circuit de Barcelona-Catalunya, Barcelona
- Circuito Permanente de Jerez, Jerez de la Frontera
- Circuit Ricardo Tormo Valencia, Valencia
- Jarama, San Sebastián de los Reyes
- Montjuïc Circuit, Barcelona
- Pedralbes, Barcelona
- Valencia Street Circuit, Valencia

## Tsjechië
- Automotodrom Brno, Brno
- Autodrom Most, Most

## Turkije
- Istanbul Park, Istanboel

## Uruguay
- Punta del Este Street Circuit, Punta del Este

## Verenigde Arabische Emiraten
- Dubai Autodrome, Dubai
- Yas Marina Circuit, Abu Dhabi

## Verenigde Staten

### Permanente circuits
- Atlanta Motor Speedway, Hampton
- Auto Club Speedway, Fontana
- Barber Motorsports Park, Birmingham
- Bristol Motor Speedway, Bristol
- Charlotte Motor Speedway, Concord
- Chicagoland Speedway, Joliet
- Chicago Motor Speedway, Chicago
- Circuit of the Americas, Austin (Texas)
- Cleveland, Cleveland
- Darlington Raceway, Darlington
- Daytona International Speedway, Daytona Beach
- Dover International Speedway, Dover
- Gateway International Raceway, Madison
- Homestead-Miami Speedway, Homestead
- Indianapolis Motor Speedway, Indianapolis
- Sonoma Raceway, Sears Point
- Iowa Speedway, Newton
- Kansas Speedway, Kansas City
- Kentucky Speedway, Sparta
- Laguna Seca, Monterey
- Las Vegas Motor Speedway, Las Vegas
- Lime Rock Park, Lime Rock
- Mansfield Motorsports Speedway, Mansfield
- Martinsville Speedway, Ridgeway
- Michigan International Speedway, Brooklyn
- Mid-Ohio Sports Car Course, Lexington
- Miller Motorsports Park, Tooele
- Milwaukee Mile, Milwaukee
- Monticello Motor Club, New York
- Nashville Superspeedway, Wilson County
- Nazareth Speedway, Nazareth
- New Hampshire Motor Speedway, Loudon
- North Wilkesboro Speedway, North Wilkesboro
- Ontario Motor Speedway, Ontario
- Phoenix International Raceway, Avondale
- Pikes Peak International Raceway, Fountain
- Pocono Raceway, Pocono Mountains
- Portland International Raceway, Portland
- Richmond International Raceway, Richmond
- Riverside International Raceway, Riverside
- Road America, Elkhart Lake
- Road Atlanta, Braselton
- Sebring International Raceway, Sebring
- Talladega Gran Prix Raceway, Munford
- Talladega Superspeedway, Talladega County
- Texas Motor Speedway, Justin
- Trenton Speedway, Trenton
- Walt Disney World Speedway, Orlando
- Watkins Glen International, Watkins Glen

### Stratencircuits
- Belle Isle Park, Detroit
- Biscayne Bay Street Circuit, Miami
- Brooklyn Street Circuit, New York
- Caesars Palace, Las Vegas
- Fair Park, Dallas
- Stratencircuit Baltimore, Baltimore
- Stratencircuit Denver, Denver
- Stratencircuit Detroit, Detroit
- Stratencircuit Houston, Houston
- Stratencircuit Long Beach, Long Beach
- Stratencircuit Miami, Miami
- Stratencircuit Phoenix, Phoenix
- Stratencircuit Saint Petersburg, Saint Petersburg
- Stratencircuit San Jose, San Jose

## Verenigd Koninkrijk
- Aintree Circuit, Aintree
- Anglesey, Anglesey
- Battersea Park Street Circuit, Londen
- Bedford Autodrome, Thurleigh
- Brands Hatch, Longfield
- Cadwell Park, Louth
- Castle Combe Circuit, Castle Combe
- Croft, Croft
- Donington Park, Donington
- Dundrod Circuit, County Antrim, Noord-Ierland (stratencircuit)
- Eddie Wright Raceway, Scunthorpe
- ExCeL London Circuit, Londen
- Goodwood, Chichester
- Knockhill, Dunfermline
- Lydden Circuit, Lydden
- Mallory Park, Kirkby Mallory
- Oulton Park, Tarporley
- Pembrey Circuit, Llanelli
- Rockingham Motor Speedway, Corby
- Santa Pod Raceway, Wellingborough
- Silverstone, Silverstone
- Snetterton Circuit, Norwich
- Thruxton Circuit, Thruxton
- Snaefell Mountain Course, Douglas (stratencircuit Isle of Man)

## Zuid-Afrika
- Durban, Durban (stratencircuit)
- Prince George Circuit, Oos-Londen
- Killarney Circuit, Kaapstad
- Kyalami Grand Prix Circuit, Midrand
- Phakisa Freeway, Welkom

## Zuid-Korea
- Korean International Circuit, Jeollanam-do

## Zweden
- Anderstorp Raceway, Anderstorp
- Björkvikring, Björkvik
- Falkenbergs Motorbana, Falkenberg
- Gotland Ring, Kappelshamn
- Karlskoga Motorstadion, ook wel Gelleråsen, Karlskoga
- Kinnekulle Ring, Kinnekulle
- Linköpings Motorstadion, Linköping
- Mantorp Park, Mantorp
- Mittsverigebanan, Härnösand.
- Ring Knutstorp, Knutstorp
- Sturup Raceway, Sturup

## Zwitserland
- Bremgarten, Bern
- Bern Street Circuit, Bern
- Circuit des Nations, Genève
- Zürich Street Circuit, Zürich